# Carex exsiccata
Carex exsiccata är en halvgräsart som beskrevs av Liberty Hyde Bailey. Carex exsiccata ingår i släktet starrar, och familjen halvgräs. Inga underarter finns listade i Catalogue of Life.